# Кернозицкий, Ян
Ян Кернозицкий или в польском прочтении Ян Керножицкий (пол. Jan Kiernożycki) — польский ротмистр, один из предводителей отрядов, действовавших в Смутное время со Лжедмитрием II, воевода вяземский из номинации Самозванца.
С отрядом запорожцев он выступил из Тушина, занял Тверь, Торжок и подступил было к Новгороду, успешно действуя против Скопина-Шуйского и попытавшись занять Старую Руссу, но 10 (20) мая 1609 года отступил из неё, когда Скопин-Шуйский получил подкрепление от тихвинцев. 15 (25) мая 1609 года был наголову разбит соединёнными силами русских и шведов под командованием Фёдора Чулкова и Эверта Горна в битве под Торопцем, близ села Каменка. Шведский историк Юхан Видекинд сообщает по этому поводу следующее:

«Кернозицкий, старый полковник вражеских войск, узнав, что шведские разведчики заняли Старую Русу, послал 300 человек поляков и казаков вытеснить Горна из города… Они своим диким криком скорее вызвали его на бой, чем напугали: он велел нескольким всадникам и мушкетерам переправиться через бывшую перед ними реку. Всего 6 из них, первыми ступившие на противоположный берег, гнались за бегущим врассыпную врагом около 2 миль и захватили столько же пленных. Якоб Делагарди 22 мая, наконец, со всем войском остановился в Старой Русе. В то время как большинство приходило там в себя от походной усталости, 470 отборных всадников с 200 стрелков присоединились к остальным под командой Эверта Горна и, получив приказ преследовать врага, настигли его 15 мая вечером, уже к ночи, в 19 милях от деревни, у которой расходятся дороги на Смоленск и на Москву… Поляки сначала храбро защищали свои знамена, да и наши наступали решительно: в первом столкновении перебиты были 1400 человек — русских, казаков и поляков. Когда же шведы переправились через отделявшую их от врага реку, то сам Кернозицкий едва спасся, остальные все с ним бежавшие были ранены; его наместник Георгий Силасский был убит…»
В 1610 году Кернозицкий прибыл из Тушино в Калугу на службу к Лжедмитрию II. Лжедмитрий послал Кернозицкого в Воронеж, в который он собирался перебраться из Калуги, для подготовки ставки. В начале 1611 года Кернозицкий влился уже в ряды собиравшегося Прокопием Ляпуновым под Шацком Первого ополчения во главе «пёстрой шайки».